# Aco Jonovski
Aco Jonovski (Bitola, 29 de diciembre de 1980) es un exjugador de balonmano macedonio que jugaba de lateral izquierdo. Su último equipo fue el SG Ratingen 2011 alemán. Fue un componente de la selección de balonmano de Macedonia del Norte con la que jugó 62 partidos y marcó 67 goles.

Su mejor torneo con la selección fue el Campeonato Europeo de Balonmano Masculino de 2012, en el que su selección finalizó quinta.
Es conocido en España por su paso por el Naturhouse La Rioja en 2015.

## Palmarés

### Bosna Sarajevo
- Liga de balonmano de Bosnia y Herzegovina (3): 2008, 2009, 2010
- Copa de balonmano de Bosnia y Herzegovina (3): 2008, 2009, 2010

### Metalurg Skopje
- Liga de Macedonia de balonmano (3): 2011, 2012, 2014
- Copa de Macedonia de balonmano (2): 2011, 2013

## Clubes
- RK Pelister (2000-2003)
- Beşiktaş Istanbul (2003-2004)
- RK Vardar (2004-2005)
- TSV Omar St. Gallen (2005-2005)
- Bjerringbro-Silkeborg (2006-2007)
- RK Bosna Sarajevo (2007-2010)
- RK Metalurg Skopje (2010-2015)
- Naturhouse La Rioja (2015)
- Bergischer HC (2015-2017)
- SG Ratingen 2011 (2017-2020)